# Granikos

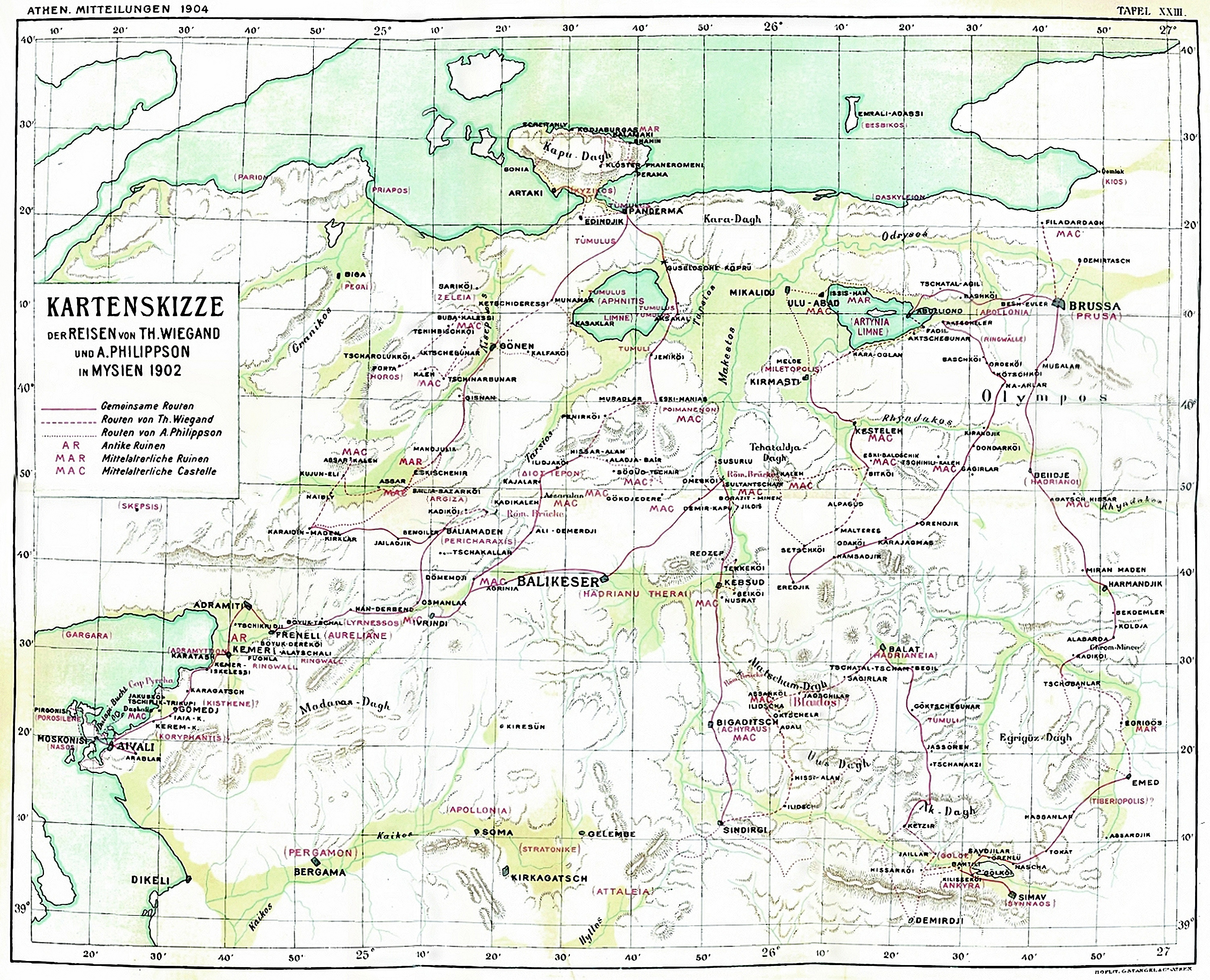
Karte mit Verlauf antiker Flüsse in Mysien. Der Unterlauf des Granikos ist auf der linken Seite dargestellt.

Der Granikos, später Barenos und heute Biga Çayı genannt, ist ein antiker Fluss im kleinasiatischen Mysien.
Im Jahr 334 v. Chr. traf Alexander der Große am Granikos auf das Heer der kleinasiatischen persischen Satrapen und deren griechische Söldner unter Memnon. Alexander erzwang den Übergang über den Fluss und schlug in der Schlacht am Granikos die persische Reiterei in die Flucht. Die griechischen Söldner wurden umzingelt und niedergemacht. Memnon gelang die Flucht und erhielt vom Großkönig Dareios III. den Oberbefehl über die persische Flotte. Er starb 333 v. Chr. bei der Belagerung von Mytilene auf Lesbos.
Bis zum 19. Jahrhundert überquerte die vermutlich im 4. Jahrhundert n. Chr. von den Römern errichtete Weiße Brücke den Fluss in Richtung Gallipoli. Sie erregte aufgrund ihrer sauberen Ausführung und prächtigen Marmorverkleidung die Aufmerksamkeit früher europäischer Reisender.
Nach dem Fluss ist der Granicus Valles, ein erstarrter Lavakanal auf dem Mars, benannt.